# Comuna Prîdniprovske, Nikopol
Prîdniprovske (în ucraineană Придніпровське) este o comună în raionul Nikopol, regiunea Dnipropetrovsk, Ucraina, formată din satele Musiivka și Prîdniprovske (reședința).

## Demografie
Componența lingvistică a satului Prîdniprovske
     Ucraineană (85,93%)
     Rusă (13,5%)
     Alte limbi (0,35%)
Conform recensământului din 2001, majoritatea populației satului Prîdniprovske era vorbitoare de ucraineană (85,93%), existând în minoritate și vorbitori de rusă (13,5%).